# Onthophagus mogo
Onthophagus mogo là một loài bọ cánh cứng trong họ Bọ hung (Scarabaeidae).